# Spas-Stein
Der Spas-Stein (auch: Teufelsstein, Sokoliw-Stein, Sokol-Stein, Sokil-Stein) ist ein geologisches Naturdenkmal in der Ukraine. Es besteht aus einer Gruppe von Felsen.

## Beschreibung
Die Felsen liegen südlich des Dorfes Spas (Rajon Sambir, Oblast Lwiw) auf einem bewaldeten Hügel in der Nähe des Flusses Dnister.
Die Fläche des Schutzgebietes beträgt 5,5 Hektar, der Status besteht seit 1984 (unter dem Namen „Fels ‚Sokoliw-Stein‘ – das Überbleibsel der Jamnenska-Sandsteine“; Beschluss 9.10.1984 № 495 des Regionalrats von Lwiw). Der Status wurde verliehen, um ein interessantes geologisches Objekt zu erhalten, die Reste des Jamnenska-Sandsteins.
Die Felsen entstanden durch die Abtrennung relativ harter Sandsteine von weichen Gesteinsschichten infolge von Erosion (Zerstörung von Gestein durch Wind, Wasser, Temperaturschwankungen). Der Spas-Stein besteht nicht aus einem einzigen Stein, sondern aus drei übrig gebliebenen Steinen, von denen der höchste 24 Meter hoch ist.

## Legende über den „Teufelsstein“
Der Legende nach lebten dort einst freundliche und friedliche Menschen, die sich immer gegenseitig halfen. Dazu trugen auch Mönche aus einem nahe gelegenen Kloster bei. Das gefiel dem Teufel natürlich nicht, und er beschloss, das Kloster und das Dorf Spas (übersetzt: Heiland, Retter) mit dem ihm verhassten Namen zu zerstören. Zu diesem Zweck fand der Unreine in einem fernen Land einen Stein und trug ihn in das Dorf Spas. In dieser Nacht hatte ein Mönch im Kloster einen prophetischen Traum, und er begann inständig zu beten, um das Unheil abzuwenden. Es half: Als der Teufel in der Nähe des Dorfes war, dämmerte es und die Hähne begannen zu krähen. Der Teufel, der seine Kräfte verloren hatte, warf den Stein und floh weit weg in die Karpaten. Seitdem steht der Stein am Dorfrand von Spas.

## Fotos

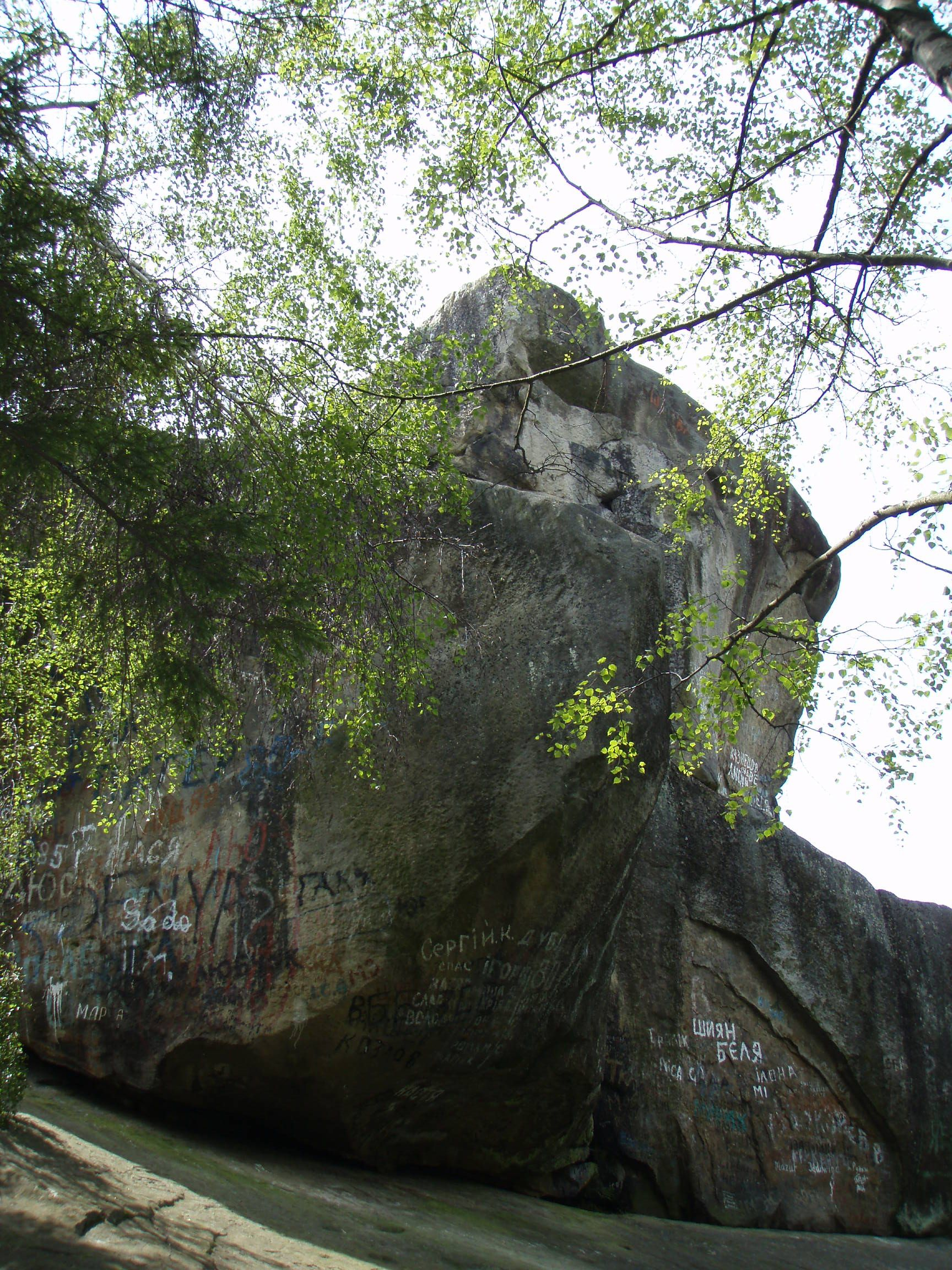
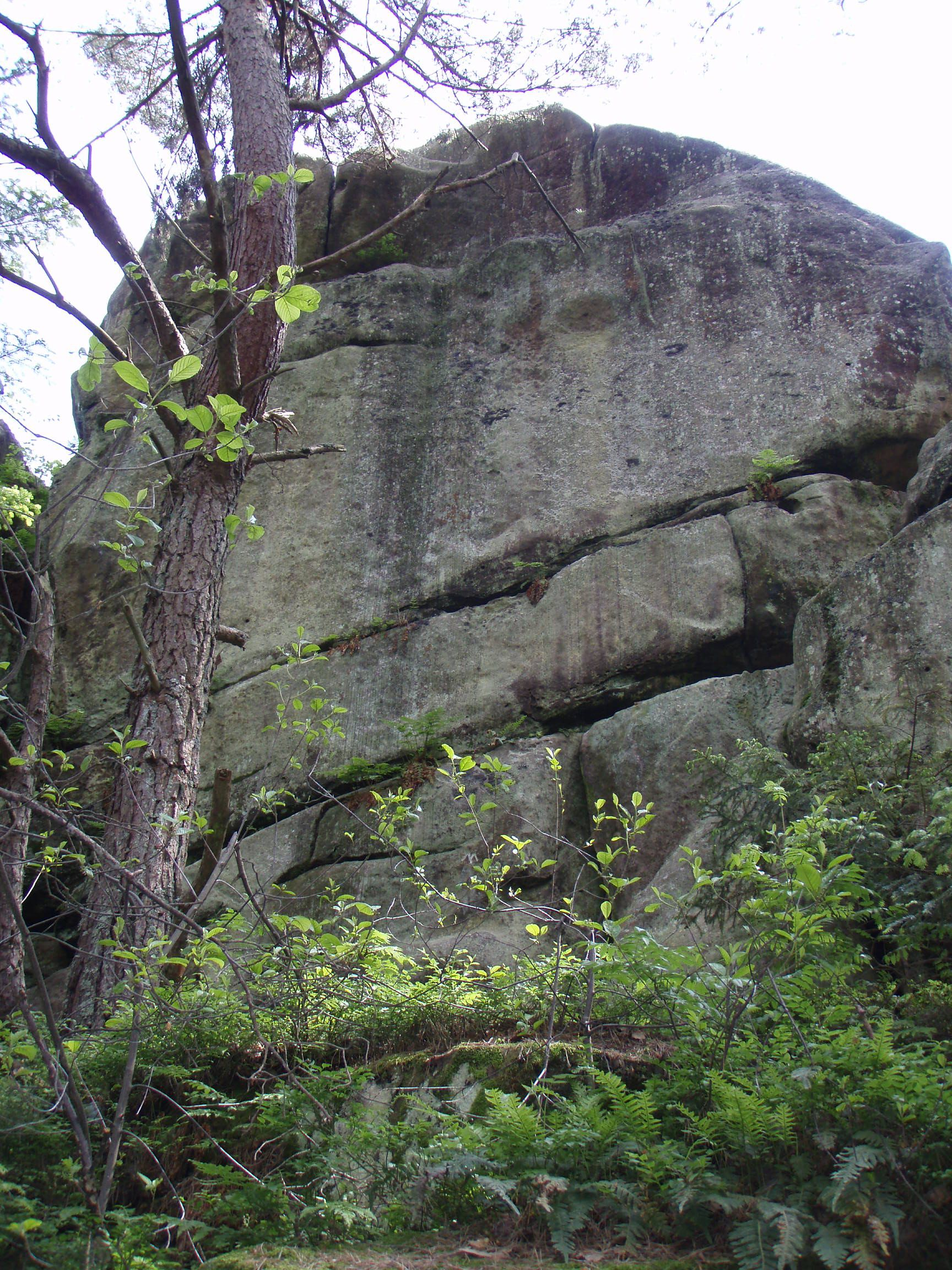
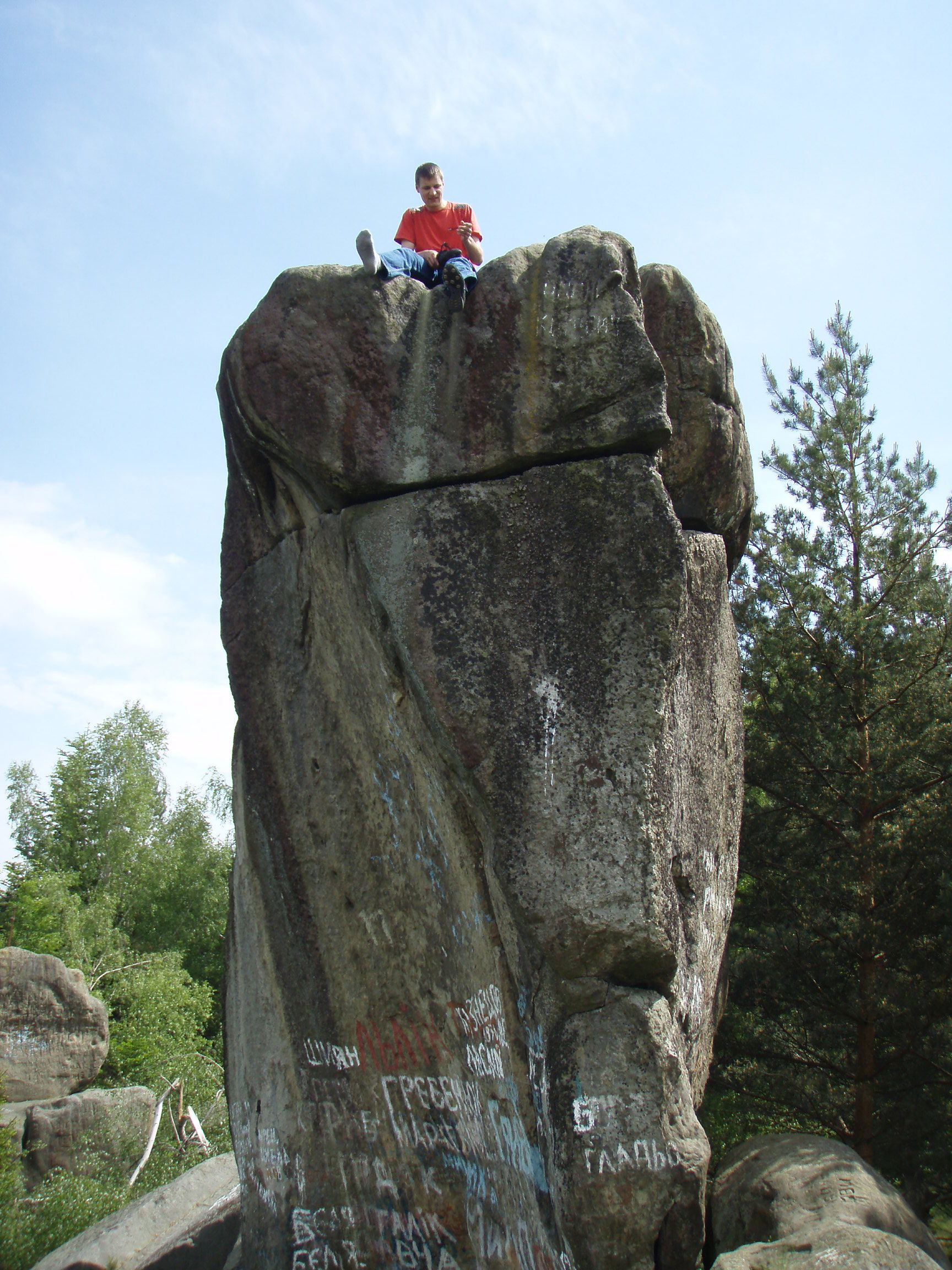
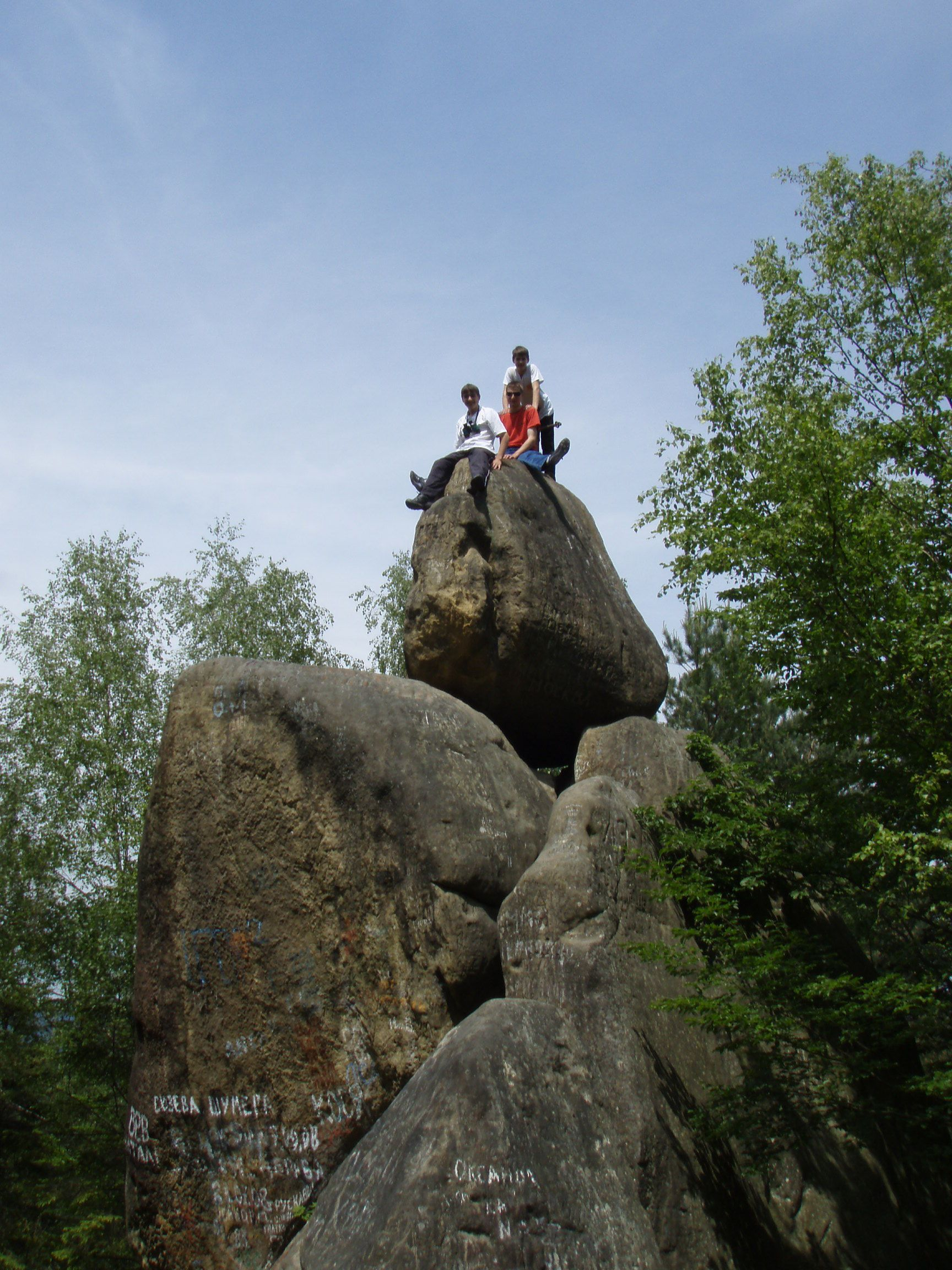